# Bertil Lybeck

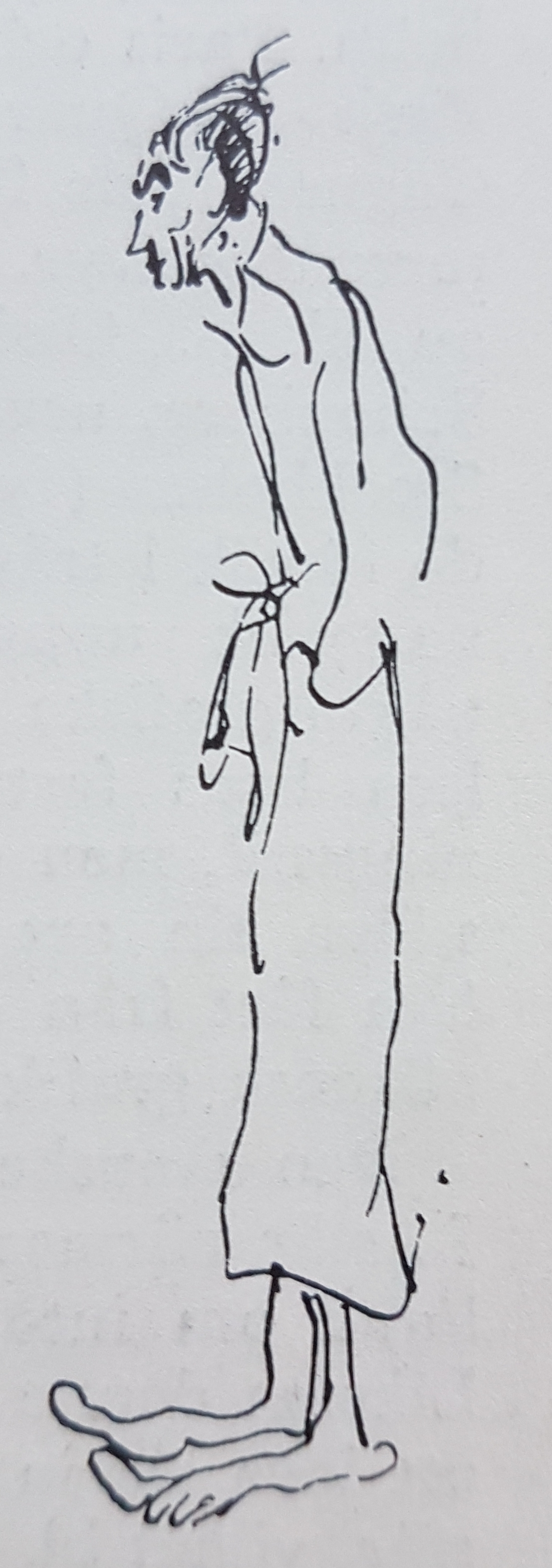
Självporträtt i tusch

Konstnären Carl Frisendahls flyttning i Montparnasse, Paris, akvarell av Bertil Lybeck (1909), Nationalmuseum.

Bertil Lybeck, född 8 augusti 1887 i Göteborg, död 31 mars 1945, var en svensk målare, tecknare och bokillustratör.

## Biografi
Lybeck har bland annat illustrerat Berättelsen om Es-Sindibad Sjöfararen (1916), Boccaccios Decamerone (1918), Strindbergs Giftas (1928) och Selma Lagerlöfs Nils Holgerssons underbara resa genom Sverige (1931). Han var också medarbetare i skämttidningen Söndagsnisse-Strix. I hans illustrationer sammansmälts drag från samtidskonsten med äldre traditioner, känsligt anpassat till illustrationsobjektet.
Lybeck utbildades vid Camberwell School of Arts and Crafts, London 1905–1906, Atelier Wasilieff, Paris, Konstakademins etsarskola Stockholm 1915–1916. Han var gift med konstnärinnan Siri Derkert 1920–1924. Med henne hade han döttrarna Liv (1918–1938) och Sara (född 1920). 1941 blev han ledamot av Konstakademien. Lybeck är representerad vid bland annat Nationalmuseum  och Göteborgs universitetsbibliotek.
Bertil Lybeck är begravd på Östra kyrkogården i Göteborg.